# Operación Savannah
La Operación Sabana (en inglés: Operation Savannah), conocida en el lado angoleño como Invasión Sudafricana de 1975-1976 y Campaña para Conquistar Luanda, fue una intervención militar llevada a cabo por la Fuerza de Defensa de Sudáfrica en 1975-1976 como parte de la Guerra de la frontera de Sudáfrica, la guerra de la Independencia de Angola y posterior guerra civil angoleña.
Con una victoria decisiva del MPLA, apoyado principalmente por Cuba y la Unión Soviética, sobre las fuerzas combinadas de UNITA, FNLA, Zaire y Sudáfrica, con el apoyo de Zambia y Estados Unidos, la operación fue vital para la proclamación de la independencia de Angola. La operación sirvió también para ceder terreno y fortalecer a la UNITA, que sería el principal rival del MPLA en la guerra civil que se iniciaba, y también supuso el gran punto de inflexión para el FNLA, que estaba desestabilizado.

## Galería

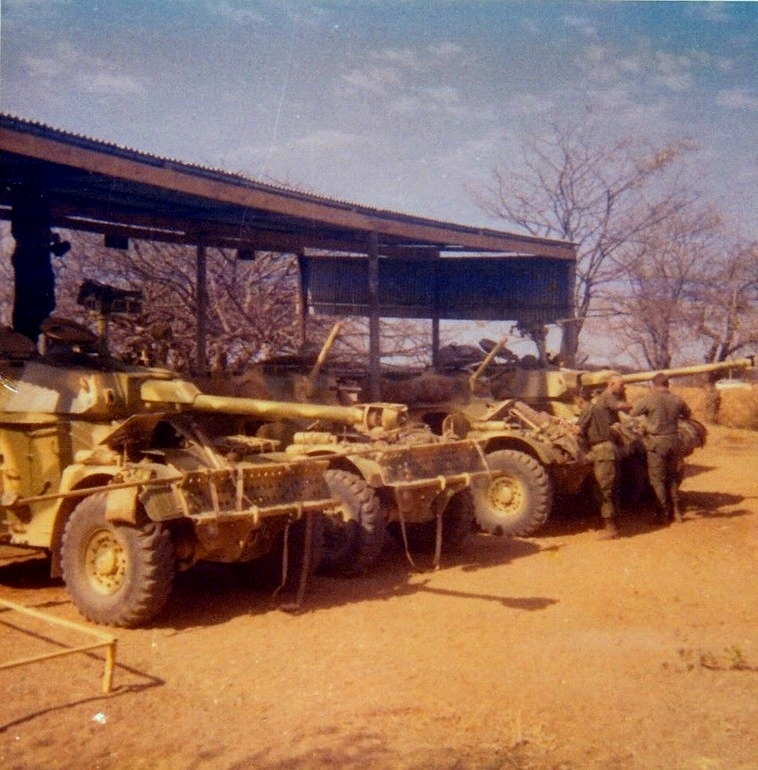
Vehículos blindados sudafricanos
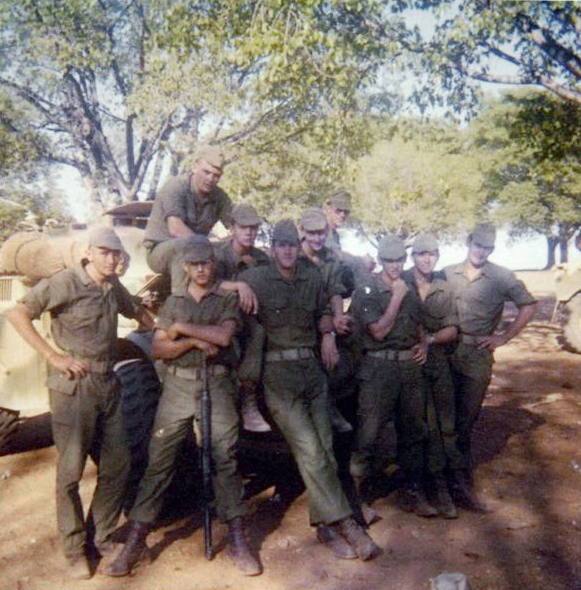
Tropas sudafricanas durante la Operación Savannah